# Fritz Hansen
Fritz Hansen, parfois connue sous l'usage du nom Republic of Fritz Hansen depuis 2000, est une entreprise danoise d'édition de meubles. Si elle trouve ses origines au XIXe siècle, celle-ci connaît son âge d'or durant les Trente Glorieuses.

## Historique

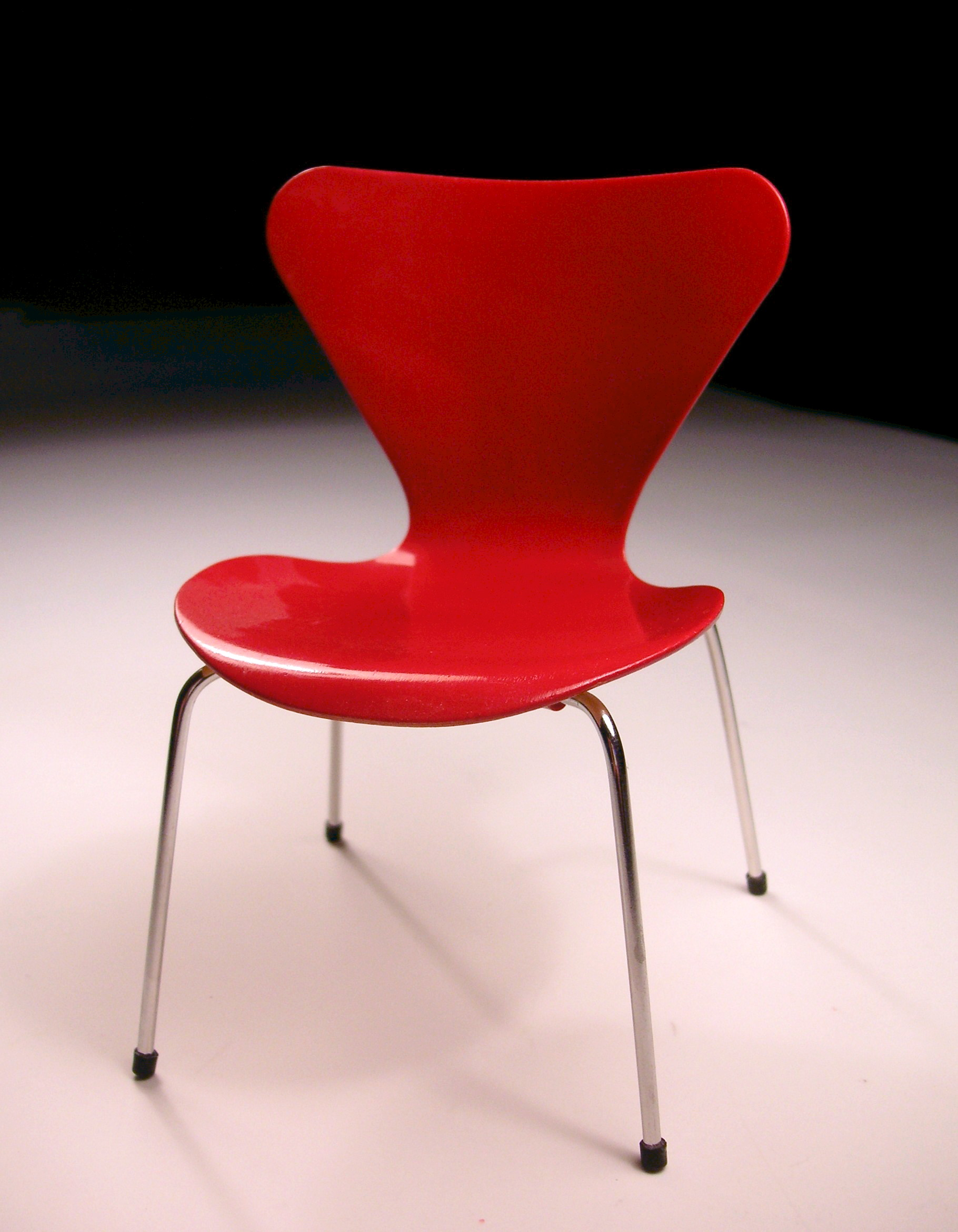
Chaise Series 7 dessinée par Arne Jacobsen et éditée par Fritz Hansen. C'est le modèle le plus vendu par l'éditeur danois.

L'entreprise Fritz Hansen trouve ses origines au XIXe siècle dans le passé de l’ébéniste danois éponyme né en 1847 à Nakskov. Fritz Hansen travaille tout d'abord comme menuisier pour la ville puis ouvre son atelier de travail du bois en 1872 à Copenhague. Treize ans après cette ouverture, il s'associe avec son fils Christian Edvard Hansen (1874-1954) et en 1896 l'entreprise déménage à Allerød afin d'assurer l'approvisionnement en bois ; une scierie au siège, ainsi qu'une boutique à Copenhague, ouvrent dans la foulée. 
Au siècle suivant, le fondateur Fritz Hansen meurt en 1902 la même année que la naissance de Poul Fritz Hansen (1902-1987) le fils de Christian. Ce même Christian Hansen prend alors la direction et s'essaye à la technique du bois plaqué ; la première chaise en bois courbé est commercialisée en 1915. L'entreprise devient un acteur majeur en quelques décennies avec l'usage du contreplaqué moulé et cintré. L'idée vient alors de collaborer avec des designer danois, dont Hans Wegner qui crée la « China Chair » avant le Seconde Guerre mondiale. L'entreprise passe ainsi de simple fabricant à éditeur de meubles. Par la suite, l'entreprise utilise également aluminium, acier ou plastique moulé et édite durant l'entre deux-guerres du mobilier en tubes d’acier plié. À la fin des années 1920, l'entreprise collabore avec le fabricant autrichien Thonet. Vers la même époque, Poul Fritz Hansen et Soren Christian Hansen (1905-1977) intègrent l'entreprise.
L'éditeur reste particulièrement liée au nom d'Arne Jacobsen avec laquelle il collabore depuis 1934 : à la fin des années 1950, le designer danois dessine l'ensemble du SAS Royal Hotel dont les fauteuils Egg,  Swan ou la chaise Drop. La notoriété de l'entreprise monte en flèche et les Trente Glorieuses marquent son apogée,.
Eero Saarinen, Poul Kjærholm inspiré par le Bauhaus et qui influe énormément sur l'entreprise, Verner Panton et son fauteuil Bachelor,  Bruno Mathsson, Piet Hein sont également durant un temps au catalogue de Fritz Hansen,. Pour ne pas rester marqué comme un éditeur de meubles des années 1950 qui font son succès, Fritz Hansen perpétue la collaboration avec des designers contemporains, tels Kasper Salto, Hiromichi Konno, Jaime Hayón (es), Jehs+Laub, Piero Lissoni (it) ou Cecilie Manz (en), : « Il s'agit pour nous de travailler autant sur les classiques de Fritz Hansen que sur le design contemporain » précise la responsable design de la marque. 
Nombre de pièces phares sont rééditées pour les 150 ans de la marque, avec de nouvelles finitions.

## Style
Le style général des produits édités par de Fritz Hansen reste basé des lignes épurées, des meubles minimalistes, la présence récurrente du bois et la fonctionnalité des meubles caractéristique du design scandinave où la fonction et la solidité priment sur l'aspect,. Avec humour, le directeur général souligne que les « meubles sont chers mais cela ne se voit pas ». Fritz Hasen change de signature sur les meubles en 2000 pour « Republic of Fritz Hansen ». Quelques années plus tard, l'entreprise lutte de manière significative envers la contrefaçon. Le siège social de l'entreprise est entièrement rénové en 2019.